# La Hora Del Flamenco
La Hora Del Flamenco é um programa de rádio, veiculado em Portugal, dedicado ao passado, presente e futuro da arte do Flamenco como uma das músicas livres do mundo.

## História
Emitido na rádio Amália, de Lisboa, e na Rádio Aldeia, do Rio Branco, é o primeiro programa de música flamenca em Portugal e no Brasil, um espaço para unir a cultura dos países, aproximando os povos e permitindo conhecer mais sobre esta arte.
Produzido e apresentado pela portuguesa Ana Oliveira e Carmo que desenvolveu uma paixão pelo flamenco em Madrid, enquanto dirigia e produzia um programa de fado na emissora de rádio do Círculo de Bellas Artes de Madrid. Depois, retornando a Lisboa, teve mais contacto com os artistas passando a ser uma das coordenadores do Festival Flamenco Lisboa realizado na capital Português desde 2008.
Cinco anos depois, em Novembro de 2013, era emitido o primeiro programa, apresentado por Ana Carmo.